# Pleurothallis lilijae
Pleurothallis lilijae är en orkidéart som beskrevs av Ernesto Foldats. Pleurothallis lilijae ingår i släktet Pleurothallis och familjen orkidéer. Inga underarter finns listade i Catalogue of Life.